# Стоколос неплідний
Стоколос неплідний, стоколоса пустарка, анізанта неплідна як Anisantha sterilis (Bromus sterilis) — вид рослин родини тонконогові (Poaceae), поширений у Європі, Західній і центральній Азії, Північній Африці.

## Опис
Однорічна трав'яниста рослина 50–100 см. Стебла прості або слабо пучкові, прямостійні або гнучко висхідні, ≈ 5 мм в діаметрі, оголені. Листові піхви запушені; листові пластинки м'які, 5–20 см × 4–10 мм, запушені; язичок 2–4 мм. Волоть нещільна, відкрита, 10–20 × 7–12 см, похила, гілки розлогі, до 10 см, кожна несе 1–3 похилих колосків. Нижня квіткова луска вузько-ланцетна, тонко-загострена, 18–22 мм завдовжки, з остюком 22–30 мм довжиною. Волоть з грубими, горизонтально відігнутими гілочками. 2n = 14.

## Поширення
Поширений у Європі, західній і центральній Азії, Північній Африці; інтродукований у Канаді, США, Чилі, на Гаваях, в Австралії й Новій Зеландії.
В Україні вид зростає на засмічених місцях — в більшості районів Криму звичайний; у Степу зрідка; поодинокі місця зростання в західній частині України (Львівська, Тернопільська, Закарпатська області).

## Галерея

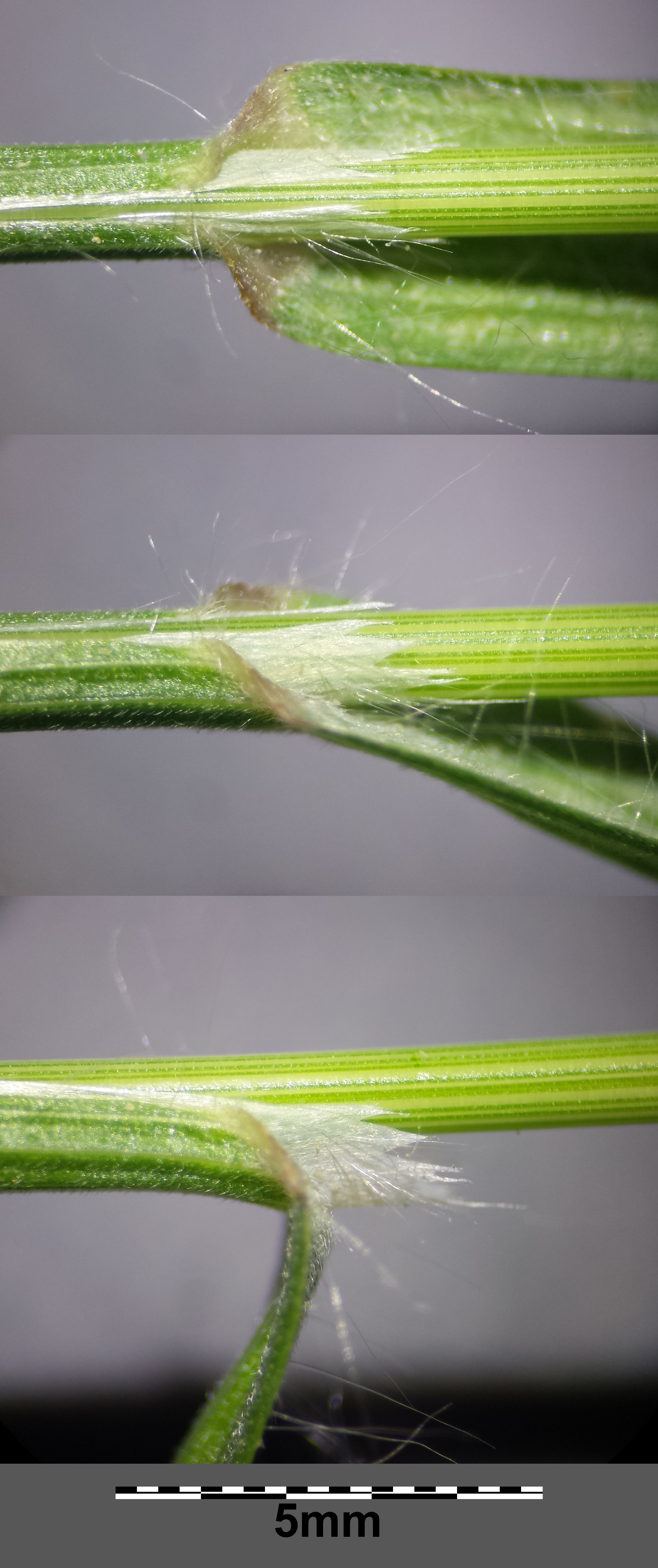
стебло з листовою піхвою й лігулою
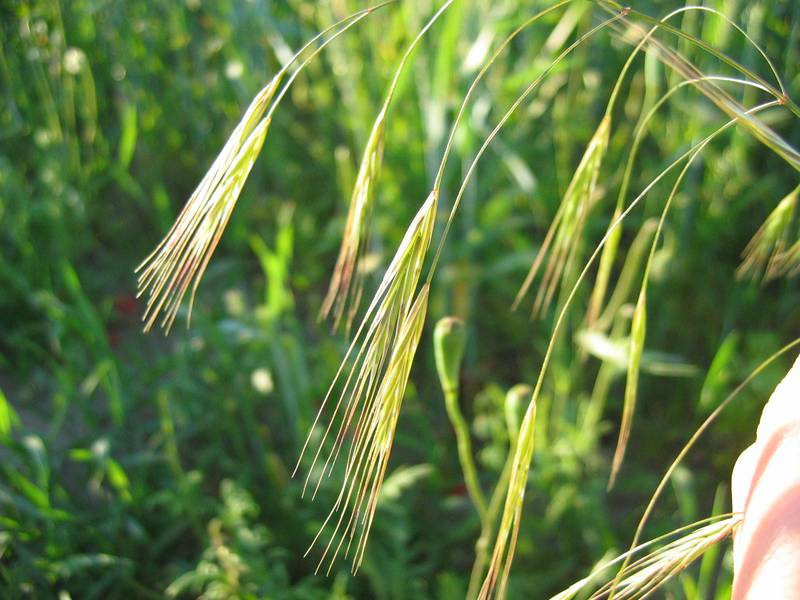
суцвіття
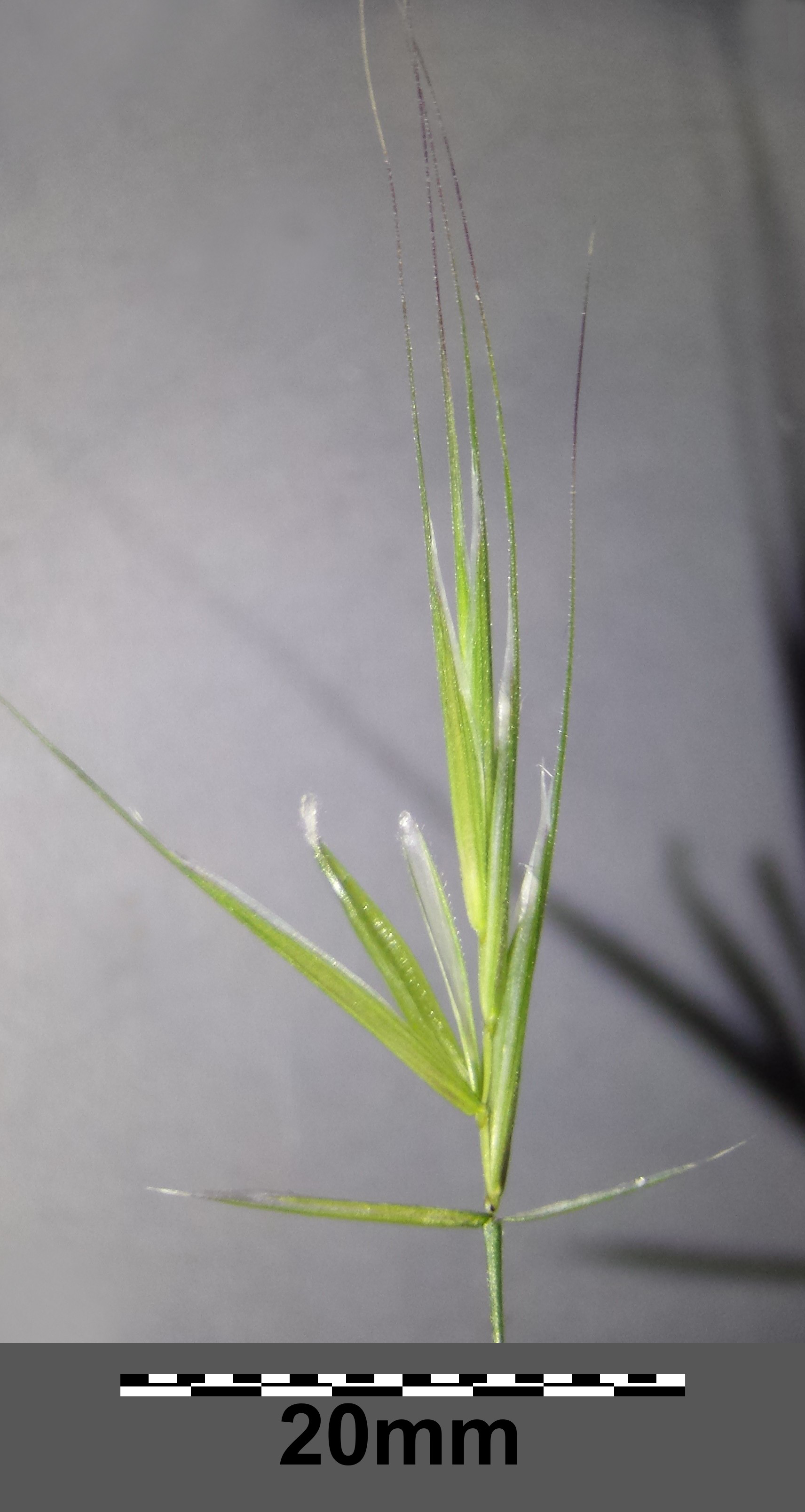
колосок
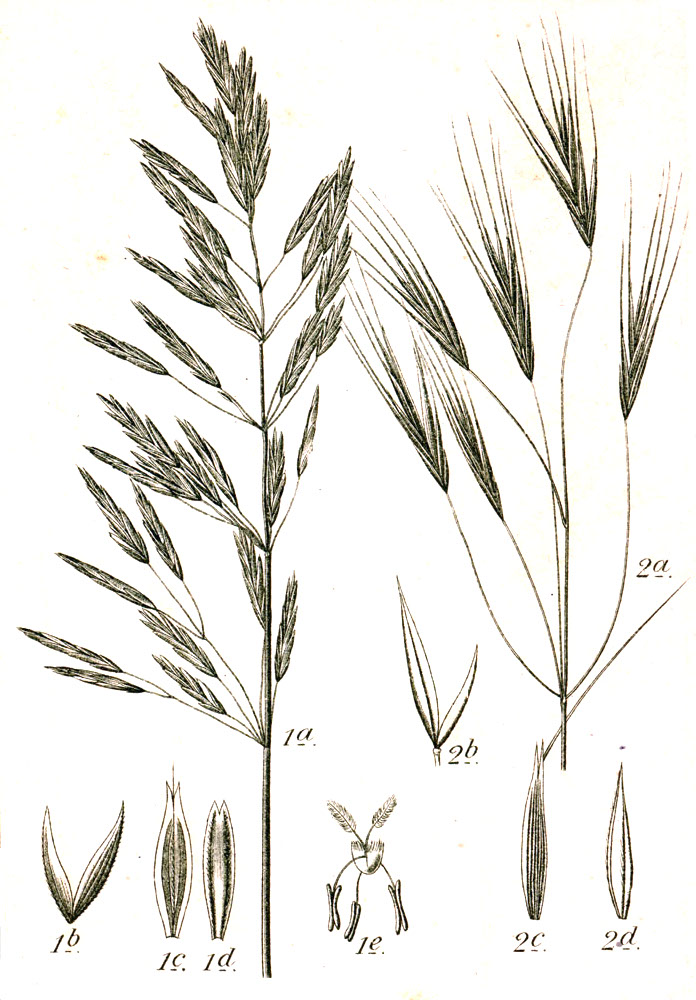
ілюстрація (праворуч)